# Pheidippides
Pheidippides (tiếng Hy Lạp: Φειδιππίδης, [pʰeː.dip.pí.dɛːs], "Con trai của Pheídippos") hoặc Philippides (Φιλιππίδης), là nhân vật trung tâm trong câu chuyện truyền cảm hứng cho một sự kiện thể thao hiện đại, cuộc thi marathon. Ông được cho là đã chạy từ Marathon đến Athena để đưa ra tin tức về chiến thắng của trận Marathon.

## Câu chuyện
Luc-Olivier Merson, 1869

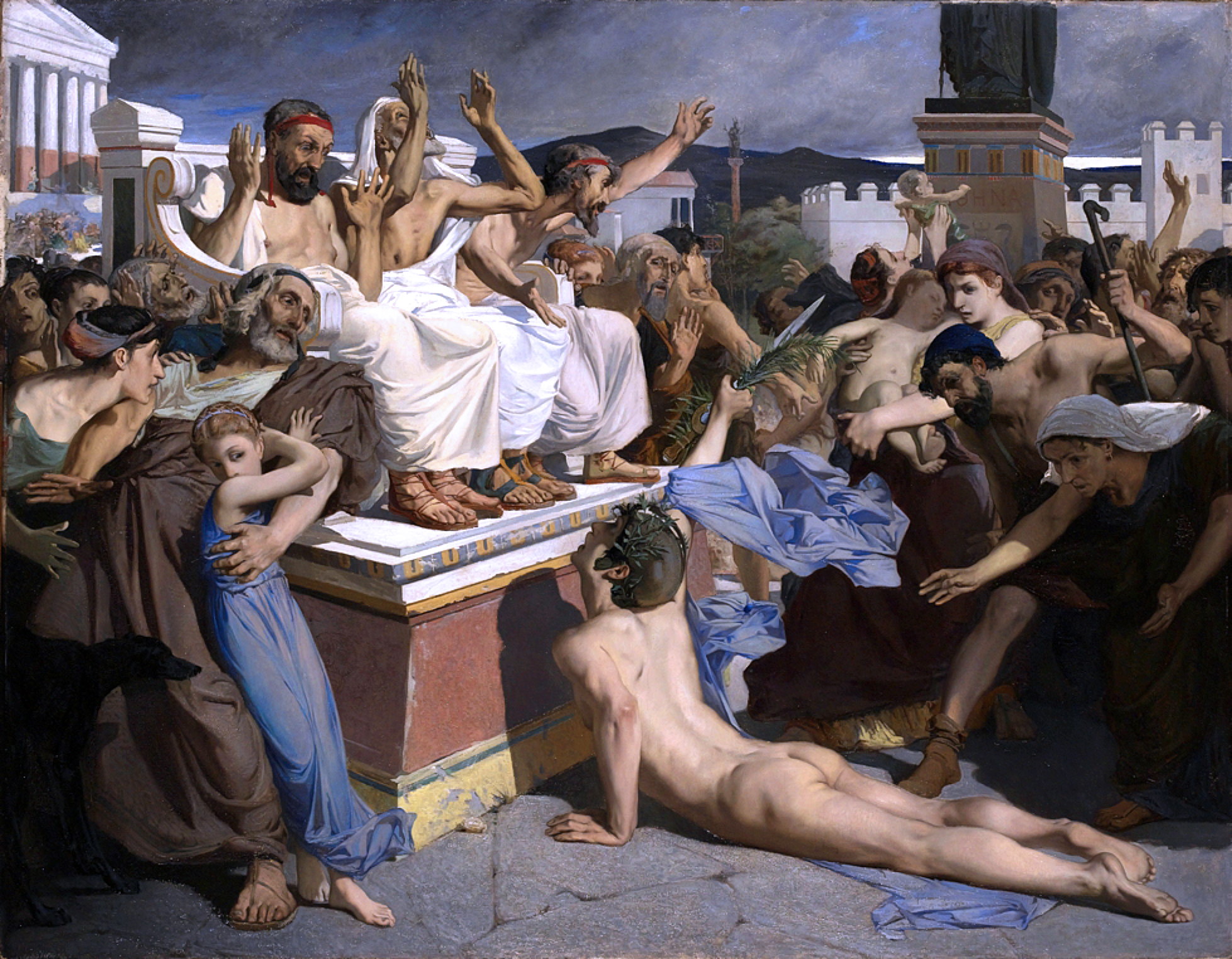
Bức tranh về Pheidippides khi ông chạy về báo tin chiến thắng của Hy Lạp trước Ba Tư trong trận Marathon cho người dân Athens.

Tài liệu ghi nhận đầu tiên cho thấy một người truyền tin chạy từ Marathon đến Athena để thông báo chiến thắng là từ tác phẩm văn xuôi của Lucian về việc sử dụng từ "niềm vui" đầu tiên như một lời chào trong A Slip of the Tongue in Welcome (thế kỷ 2)

... Philippides, người có vai trò là người đưa tin, được người ta cho là đã sử dụng nó (niềm vui) đầu tiên theo cách hiểu của chúng tôi khi anh ta đưa tin chiến thắng từ Marathon và báo tin cho các quan chức đang tham dự hội nghị khi họ lo lắng trận chiến đã kết thúc như thế nào; "Tin vui cho các quý vị, chúng ta đã chiến thắng", anh nói, và rồi anh ấy lăn ra chết, trút hơi thở cuối cùng với lời cuối cùng "Niềm vui cho quý vị".